# Mateo Retegui
Mateo Retegui (San Fernando, 29 aprile 1999) è un calciatore argentino naturalizzato italiano, attaccante dell'Al-Qadisiya e della nazionale italiana.

## Biografia
Figlio di Carlos Retegui, allenatore ed ex giocatore di hockey su prato, e di María de la Paz Grandoli, a sua volta hockeista su prato, è in possesso della cittadinanza italiana per discendenza grazie al nonno della madre, Angelo Dimarco, originario di Canicattì nell'Agrigentino, mentre il nonno del padre, Angelo Podestà, era originario di Sestri Levante in provincia di Genova.
Fin da ragazzo è stato soprannominato El Chapita, in onore del papà conosciuto in patria come El Chapa (letteralmente "lamiera", in riferimento alla sua fronte molto alta), appellativo che lui tuttavia ha dichiarato di non gradire particolarmente.

## Caratteristiche tecniche
Centravanti rapido, cinico, affamato e forte fisicamente, possiede un ottimo colpo di testa e fiuto per il gol.

## Carriera

### Club

#### Boca Juniors e vari prestiti
Cresciuto calcisticamente nel settore giovanile del Boca Juniors, Retegui debutta in prima squadra il 17 novembre 2018, nell'incontro di Primera División vinto per 1-0 contro il Patronato alla Bombonera, subentrando a Carlos Tévez negli ultimi minuti di gioco.
Il 30 gennaio 2019 viene ceduto in prestito all'Estudiantes (LP), facendo il suo esordio il mese successivo, durante la partita persa per 1-2 sul campo dell'Argentinos Juniors. Il 10 ottobre realizza la sua prima rete in carriera, negli ottavi di finale della Copa Argentina contro lo Estudiantes (SL) di San Luis.
Il 23 gennaio 2020 passa, sempre con la formula del prestito, al Talleres (C).
Nel gennaio 2022 si trasferisce invece in prestito biennale al Tigre, dove si mette immediatamente in mostra segnando 23 gol complessivi in stagione, di cui 19 in campionato, che gli consentono di conquistare il titolo di capocannoniere del torneo.

#### Genoa
Il 26 luglio 2023, dopo che il Tigre ne ha acquistato la metà del cartellino, Retegui passa a titolo definitivo al Genoa, neopromosso in Serie A, per circa 15 milioni di euro. Esordisce con i rossoblù l'11 agosto successivo nella partita dei trentaduesimi di finale di Coppa Italia contro il Modena, in cui sigla una doppietta (segnando il primo dei due gol dopo appena 32 secondi dal fischio d'inizio) e contribuisce alla vittoria per 4-3 della sua squadra. Otto giorni dopo, fa il suo esordio anche in massima serie, partendo da titolare nella partita in casa contro la Fiorentina, persa per 4-1. Il 27 agosto 2023, in occasione della partita contro la Lazio, il Genoa riesce a vincere 1-0 grazie proprio alla sua prima marcatura in Serie A. Complessivamente mette insieme 31 presenze e 9 gol con i rossoblu.

#### Atalanta
L'8 agosto 2024 viene ceduto per 22 milioni di euro più 3 di bonus all'Atalanta, con cui firma un contratto fino al 2028. Sei giorni dopo fa il suo esordio ufficiale con i nerazzurri nella partita di Supercoppa UEFA contro il Real Madrid, entrando nel secondo tempo al posto di Charles De Ketelaere. Il 19 agosto esordisce anche in campionato, segnando una doppietta contro il Lecce. Il 19 settembre fa il suo esordio in UEFA Champions League nella partita interna contro l'Arsenal, pareggiata per 0-0; nell'occasione fallisce un calcio di rigore. Il 5 ottobre 2024 mette a segno la sua prima tripletta nel successo per 5-1 proprio contro il Genoa, sua ex squadra; le prestazioni mostrate durante tale mese (arricchite con altri tre gol nelle successive due partite di campionato contro Venezia e Verona) gli conferiscono il riconoscimento di MVP del mese di ottobre. Il 26 novembre segna le sue prime reti in Champions League, mettendo a segno una doppietta nel successo per 6-1 in casa dello Young Boys. L'8 febbraio 2025 realizza quattro reti contro il Verona, incontro valevole per la ventiquattresima giornata di campionato e terminato con il punteggio di 5-0 per i bergamaschi. Termina il campionato con complessive 25 reti in 35 presenze (e in generale 28 reti in 48 partite tra tutte le competizioni ufficiali), vincendo il titolo di capocannoniere.

#### Al-Qadisiya
Il 21 luglio 2025, dopo un solo anno con i bergamaschi, viene acquistato a titolo definitivo per 67 milioni di euro dalla squadra saudita Al-Qadisiya, con cui firma un accordo quadriennale a 20 milioni di euro a stagione.

### Nazionale

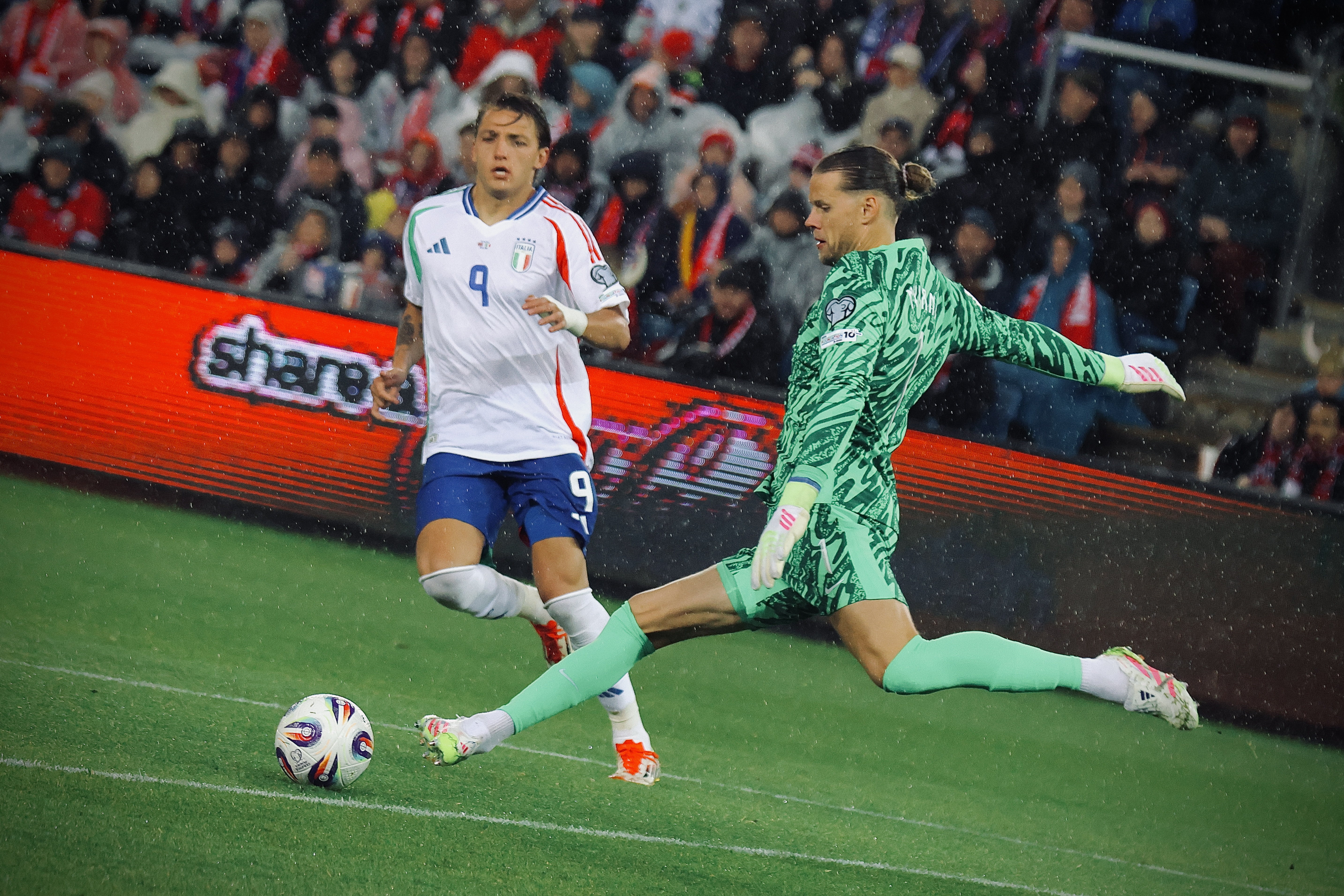
Retegui (a sinistra) in nazionale nel 2025

In virtù della cittadinanza italiana riconosciutagli per discendenza, sceglie di rappresentare l'Italia e il 17 marzo 2023, a 23 anni, viene convocato dal CT della nazionale italiana Roberto Mancini in vista delle partite delle qualificazioni a Euro 2024 contro Inghilterra e Malta. Il 23 marzo esordisce da titolare e realizza la prima rete con la nazionale azzurra in occasione della sconfitta per 2-1 contro l'Inghilterra a Napoli. Si ripete segnando un gol anche nella vittoria per 2-0 contro Malta a Ta' Qali. Inserito nella lista dei convocati per la fase finale della UEFA Nations League 2022-2023 nel giugno 2023, gioca da titolare la finale per il 3º posto vinta per 3-2 contro i Paesi Bassi.
Confermato dal nuovo CT Luciano Spalletti, il 21 marzo 2024 mette a segno la sua prima doppietta in azzurro, che consente all'Italia di battere in amichevole il Venezuela (2-1). Nel giugno seguente viene convocato per il campionato d'Europa 2024 in Germania, dove scende in campo nelle quattro partite disputate dall'Italia, senza realizzare nessun gol.

## Statistiche

### Presenze e reti nei club
Statistiche aggiornate al 25 maggio 2025.
| Stagione           | Squadra            | Campionato         | Campionato | Campionato | Coppe nazionali | Coppe nazionali | Coppe nazionali | Coppe continentali | Coppe continentali | Coppe continentali | Altre coppe | Altre coppe | Altre coppe | Totale | Totale |
| Stagione           | Squadra            | Comp               | Pres       | Reti       | Comp            | Pres            | Reti            | Comp               | Pres               | Reti               | Comp        | Pres        | Reti        | Pres   | Reti   |
| ------------------ | ------------------ | ------------------ | ---------- | ---------- | --------------- | --------------- | --------------- | ------------------ | ------------------ | ------------------ | ----------- | ----------- | ----------- | ------ | ------ |
| 2018-gen. 2019     | Boca Juniors       | PD                 | 1          | 0          | CA+CdL          | 0               | 0               | CL                 | 0                  | 0                  | -           | -           | -           | 1      | 0      |
| gen.-giu. 2019     | Estudiantes (LP)   | PD                 | 3          | 0          | CA+CdL          | 3+4             | 1+0             | -                  | -                  | -                  | -           | -           | -           | 10     | 1      |
| 2019-gen. 2020     | Estudiantes (LP)   | PD                 | 18         | 4          | CA+CdL          | 1+0             | 0               | -                  | -                  | -                  | -           | -           | -           | 19     | 4      |
| Totale Estudiantes | Totale Estudiantes | Totale Estudiantes | 21         | 4          |                 | 8               | 1               |                    | 0                  | 0                  |             | 0           | 0           | 29     | 5      |
| gen.-giu. 2020     | Talleres (C)       | PD                 | 0          | 0          | CA+CdL          | 6+11            | 0+1             | -                  | -                  | -                  | -           | -           | -           | 17     | 1      |
| 2020-2021          | Talleres (C)       | PD                 | 24         | 4          | CA+CdL          | 13+1            | 2+0             | CS                 | 6                  | 0                  | -           | -           | -           | 44     | 6      |
| Totale Talleres    | Totale Talleres    | Totale Talleres    | 24         | 4          |                 | 31              | 3               |                    | 6                  | 0                  |             | 0           | 0           | 61     | 7      |
| 2022               | Tigre              | PD                 | 27         | 19         | CA+CdL          | 1+13            | 0+3             | -                  | -                  | -                  | SA          | 1           | 1           | 42     | 23     |
| gen.-lug. 2023     | Tigre              | PD                 | 21         | 11         | CA+CdL          | 1+0             | 0               | CS                 | 6                  | 1                  | -           | -           | -           | 28     | 12     |
| Totale Tigre       | Totale Tigre       | Totale Tigre       | 48         | 30         |                 | 15              | 3               |                    | 6                  | 1                  |             | 1           | 1           | 70     | 35     |
| 2023-2024          | Genoa              | A                  | 29         | 7          | CI              | 2               | 2               | -                  | -                  | -                  | -           | -           | -           | 31     | 9      |
| 2024-2025          | Atalanta           | A                  | 36         | 25         | CI              | 2               | 0               | UCL                | 10                 | 3                  | SI+SU       | 0+1         | 0           | 49     | 28     |
| Totale carriera    | Totale carriera    | Totale carriera    | 159        | 70         |                 | 58              | 9               |                    | 22                 | 4                  |             | 2           | 1           | 241    | 84     |

### Cronologia presenze e reti in nazionale
| Cronologia completa delle presenze e delle reti in nazionale ― Italia | Cronologia completa delle presenze e delle reti in nazionale ― Italia | Cronologia completa delle presenze e delle reti in nazionale ― Italia | Cronologia completa delle presenze e delle reti in nazionale ― Italia | Cronologia completa delle presenze e delle reti in nazionale ― Italia | Cronologia completa delle presenze e delle reti in nazionale ― Italia | Cronologia completa delle presenze e delle reti in nazionale ― Italia | Cronologia completa delle presenze e delle reti in nazionale ― Italia |
| Data                                                                  | Città                                                                 | In casa                                                               | Risultato                                                             | Ospiti                                                                | Competizione                                                          | Reti                                                                  | Note                                                                  |
| --------------------------------------------------------------------- | --------------------------------------------------------------------- | --------------------------------------------------------------------- | --------------------------------------------------------------------- | --------------------------------------------------------------------- | --------------------------------------------------------------------- | --------------------------------------------------------------------- | --------------------------------------------------------------------- |
| 23-3-2023                                                             | Napoli                                                                | Italia                                                                | 1 – 2                                                                 | Inghilterra                                                           | Qual. Euro 2024                                                       | 1                                                                     |                                                                       |
| 26-3-2023                                                             | Ta' Qali                                                              | Malta                                                                 | 0 – 2                                                                 | Italia                                                                | Qual. Euro 2024                                                       | 1                                                                     | 67’                                                                   |
| 18-6-2023                                                             | Enschede                                                              | Paesi Bassi                                                           | 2 – 3                                                                 | Italia                                                                | UEFA Nations League 2022-2023 - Finale 3º posto                       | -                                                                     | 85’                                                                   |
| 12-9-2023                                                             | Milano                                                                | Italia                                                                | 2 – 1                                                                 | Ucraina                                                               | Qual. Euro 2024                                                       | -                                                                     | 72’                                                                   |
| 21-3-2024                                                             | Fort Lauderdale                                                       | Venezuela                                                             | 1 – 2                                                                 | Italia                                                                | Amichevole                                                            | 2                                                                     | 87’                                                                   |
| 24-3-2024                                                             | Harrison                                                              | Ecuador                                                               | 0 – 2                                                                 | Italia                                                                | Amichevole                                                            | -                                                                     | 76’                                                                   |
| 4-6-2024                                                              | Bologna                                                               | Italia                                                                | 0 – 0                                                                 | Turchia                                                               | Amichevole                                                            | -                                                                     | 68’                                                                   |
| 9-6-2024                                                              | Empoli                                                                | Italia                                                                | 1 – 0                                                                 | Bosnia ed Erzegovina                                                  | Amichevole                                                            | -                                                                     | 84’                                                                   |
| 15-6-2024                                                             | Dortmund                                                              | Italia                                                                | 2 – 1                                                                 | Albania                                                               | Euro 2024 - 1º turno                                                  | -                                                                     | 83’                                                                   |
| 20-6-2024                                                             | Gelsenkirchen                                                         | Spagna                                                                | 1 – 0                                                                 | Italia                                                                | Euro 2024 - 1º turno                                                  | -                                                                     | 64’                                                                   |
| 24-6-2024                                                             | Lipsia                                                                | Croazia                                                               | 1 – 1                                                                 | Italia                                                                | Euro 2024 - 1º turno                                                  | -                                                                     |                                                                       |
| 29-6-2024                                                             | Berlino                                                               | Svizzera                                                              | 2 – 0                                                                 | Italia                                                                | Euro 2024 - Ottavi di finale                                          | -                                                                     | 64’                                                                   |
| 6-9-2024                                                              | Parigi                                                                | Francia                                                               | 1 – 3                                                                 | Italia                                                                | UEFA Nations League 2024-2025 - 1º turno                              | -                                                                     | 49’ 81’                                                               |
| 9-9-2024                                                              | Budapest                                                              | Israele                                                               | 1 – 2                                                                 | Italia                                                                | UEFA Nations League 2024-2025 - 1º turno                              | -                                                                     | 86’                                                                   |
| 10-10-2024                                                            | Roma                                                                  | Italia                                                                | 2 – 2                                                                 | Belgio                                                                | UEFA Nations League 2024-2025 - 1º turno                              | 1                                                                     | 80’                                                                   |
| 14-10-2024                                                            | Udine                                                                 | Italia                                                                | 4 – 1                                                                 | Israele                                                               | UEFA Nations League 2024-2025 - 1º turno                              | 1                                                                     | 84’                                                                   |
| 14-11-2024                                                            | Bruxelles                                                             | Belgio                                                                | 0 – 1                                                                 | Italia                                                                | UEFA Nations League 2024-2025 - 1º turno                              | -                                                                     | 68’                                                                   |
| 17-11-2024                                                            | Milano                                                                | Italia                                                                | 1 – 3                                                                 | Francia                                                               | UEFA Nations League 2024-2025 - 1º turno                              | -                                                                     | 66’                                                                   |
| 6-6-2025                                                              | Oslo                                                                  | Norvegia                                                              | 3 – 0                                                                 | Italia                                                                | Qual. Mondiali 2026                                                   | -                                                                     | 72’                                                                   |
| 9-6-2025                                                              | Reggio Emilia                                                         | Italia                                                                | 2 – 0                                                                 | Moldavia                                                              | Qual. Mondiali 2026                                                   | -                                                                     | 71’                                                                   |
| Totale                                                                |                                                                       | Presenze                                                              | 20                                                                    |                                                                       | Reti                                                                  | 6                                                                     |                                                                       |

## Palmarès

### Individuale
- Capocannoniere della Primera División: 1

2022 (19 gol)
- Capocannoniere della Serie A: 1

2024-2025 (25 gol)
- Premi Lega Serie A: 1

Miglior attaccante: 2024-2025